# 2017年加奧爆炸案
2017年加奧爆炸案為發生於2017年1月18日，位於马里加奥的汽車自殺炸彈爆炸事件，此次爆炸案造成77人死亡，為馬利史上傷亡最多的攻擊事件
。1月18日當地時間9點，一輛載滿炸彈的車輛衝進聯合作戰行動的基地，該基地為馬利軍隊及民兵駐紮。